# دوايت إيلي
دوايت إيلي (بالهولندية: Dwight Eli)‏ هو لاعب كرة قدم هولندي، ولد في 11 نوفمبر 1982 في روتردام في هولندا. لعب مع سبارتا روتردام.

## وصلات خارجية
- دوايت إيلي على موقع قاعدة بيانات كرة القدم.إي يو (الإنجليزية)